# 马氏卵鸟蛤
是鸟蛤目鸟尾蛤科卵鸟蛤属的一种。

## 分佈
主要分布于中国大陆、台湾，常栖息在水深33-90米。